# ولادیمیر زلدین
ولادیمیر زِلدین (روسی: Влади́мир Миха́йлович Зе́льдин؛ زادهٔ ۱۰ فوریهٔ ۱۹۱۵ – درگذشته ۳۱ اکتبر ۲۰۱۶) هنرپیشه سینما و تئاتر و خواننده اهل روسیه بود.
ولادیمیر زلدین در ۳۱ اکتبر ۲۰۱۶ (۱۰ آبان ۱۳۹۵) در سن ۱۰۱ سالگی درگذشت.

## جوایز
وی برندهٔ جایزه هنرمند مردمی اتحاد جماهیر شوروی شده است.